# 卡特賴恩科格爾山

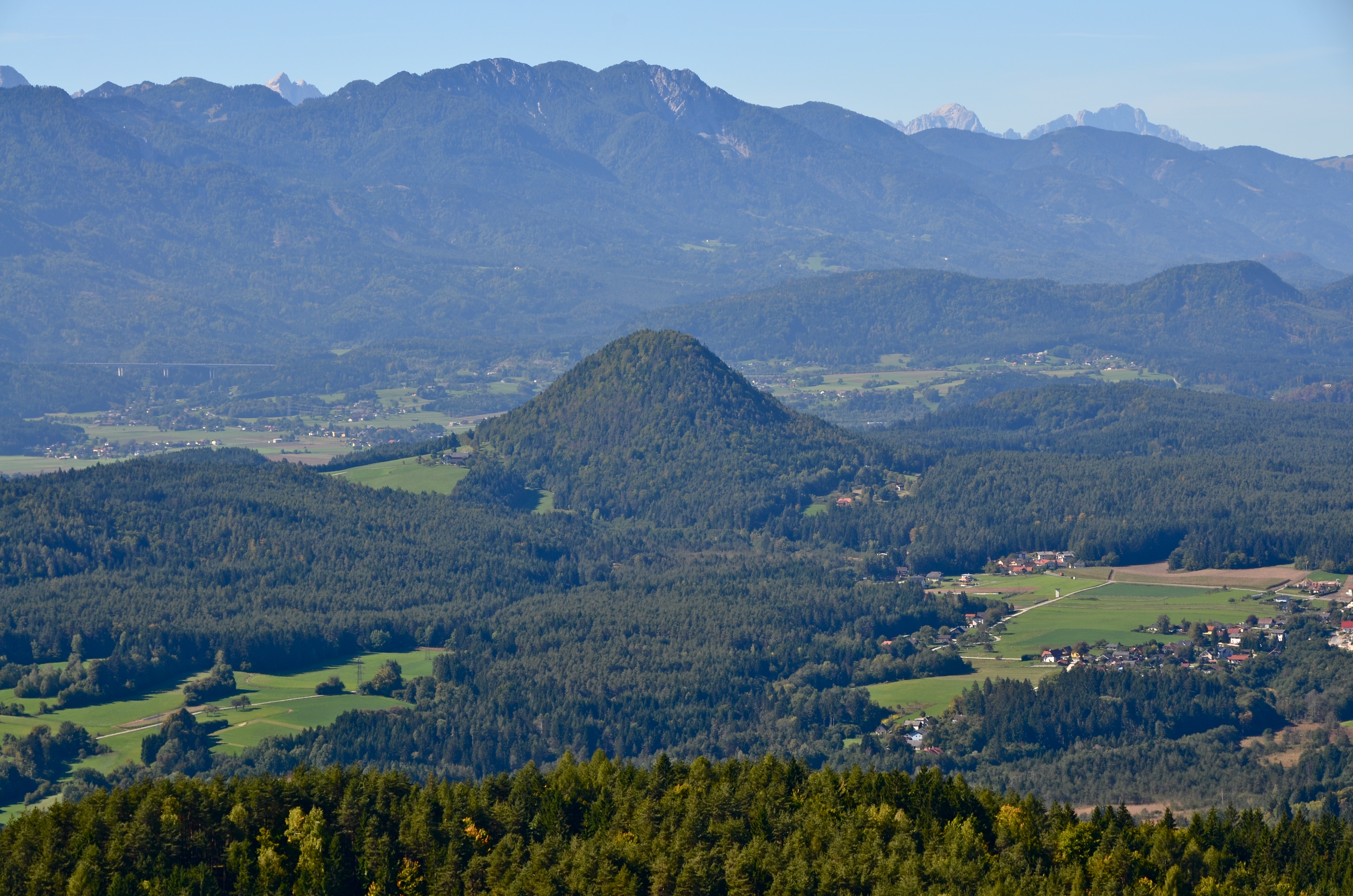

46°35′10″N 14°04′29″E / 46.586183°N 14.074589°E
卡特賴恩科格爾山（德語：Kathreinkogel），是奧地利的山峰，位於該國南部，由克恩頓州負責管轄，屬於古爾克阿爾卑斯山脈的一部分，海拔高度772米，山體由白雲岩組成。